# Бейсайд (Техас)
Бейсайд (англ. Bayside) — місто (англ. town) в США, в окрузі Рефухіо штату Техас. Населення — 275 осіб (2020).

## Географія
Бейсайд розташований за координатами 28°5′46″ пн. ш. 97°12′39″ зх. д. / 28.09611° пн. ш. 97.21083° зх. д. (28.096046, -97.210873).  За даними Бюро перепису населення США в 2010 році місто мало площу 2,82 км², з яких 2,63 км² — суходіл та 0,19 км² — водойми.

## Демографія
Згідно з переписом 2010 року, у місті мешкало 325 осіб у 146 домогосподарствах у складі 87 родин. Густота населення становила 115 осіб/км².  Було 253 помешкання (90/км²).
Расовий склад населення:
| - 89,2 % — білих - 1,5 % — корінних американців - 1,2 % — азіатів - 0,6 % — чорних або афроамериканців - 5,5 % — осіб інших рас |

До двох чи більше рас належало 1,8 %. Частка іспаномовних становила 27,7 % від усіх жителів.
За віковим діапазоном населення розподілялося таким чином: 20,6 % — особи молодші 18 років, 58,8 % — особи у віці 18—64 років, 20,6 % — особи у віці 65 років та старші. Медіана віку мешканця становила 52,2 року. На 100 осіб жіночої статі у місті припадало 109,7 чоловіків;  на 100 жінок у віці від 18 років та старших — 116,8 чоловіків також старших 18 років.
Середній дохід на одне домашнє господарство  становив 63 293 долари США (медіана — 59 167), а середній дохід на одну сім'ю — 75 253 долари (медіана — 70 417). За межею бідності перебувало 24,7 % осіб, у тому числі 33,3 % дітей у віці до 18 років та 13,5 % осіб у віці 65 років та старших.
Цивільне працевлаштоване населення становило 187 осіб. Основні галузі зайнятості: роздрібна торгівля — 25,7 %, сільське господарство, лісництво, риболовля — 14,4 %, освіта, охорона здоров'я та соціальна допомога — 9,6 %, науковці, спеціалісти, менеджери — 8,6 %.